# 562-й истребительный авиационный полк ПВО
562-й истребительный авиационный полк ПВО (562-й иап ПВО) — воинская часть истребительной авиации ПВО, принимавшая участие в боевых действиях Великой Отечественной войны, вошедшая в состав ВВС России.

## Наименования полка
- 562-й истребительный авиационный полк ПВО[1][2].
- 562-й истребительный авиационный полк[1][2];
- 562-й истребительный авиационный полк ПВО[1][2];
- Войсковая часть (полевая почта) 15414[1][2].

## История и боевой путь полка
562-й истребительный авиационный полк сформирован в сентябре 1941 года на основании приказа ВВС Московского военного округа, ВВС МВО № 00127 от 07.09.1941 года и приказа 6-го иак ПВО № 0026 от 12.09.1941 года в составе 6-го истребительного авиакорпуса ПВО Московской зоны ПВО на основе 12-го и 121-го истребительных авиационных полков по штату 015/174 на самолётах Як-1.
С 15 сентября 1941 года полк в составе ВВС Московского военного округа, 6-го истребительного авиакорпуса ПВО Московской зоны ПВО вступил в боевые действия против фашистской Германии и её союзников на самолётах Як-1. Полк осуществлял прикрытие города и военных объектов Москвы с воздуха, помимо выполнения задач ПВО вылетал на прикрытие своих войск, штурмовку войск противника, действуя в интересах командования наземных фронтов.
Полк базировался на аэродромах Ватулино, Кубинка, Козельск и Инютино (Калужская область).
Первая известная воздушная победа полка в Отечественной войне одержана 10 октября 1941 года: командир полка майор Негода А. И., пилотируя Як-1, в воздушном бою в районе Семёновское — Шахово сбил тяжёлый немецкий истребитель Messerschmitt Bf.110.
5 апреля 1942 года полк вместе с 6-м иак ПВО вошёл в состав войск Московского фронта ПВО, 10 апреля переформирован по штату 015/134. 9 июня 1943 года в связи с преобразованием 6-го иак ПВО в 1-ю воздушную истребительную армию Московского фронта ПВО вошёл во вновь сформированную в составе этого объединения 318-ю истребительную авиадивизию ПВО.
4 июля 1943 года Московский фронт ПВО преобразован в Особую Московскую армию ПВО в составе Западного фронта ПВО. Зимой 1943/1944 года в дополнение к Як-1 получил на вооружение истребители Як-9. 24 декабря 1944 года из расформированной Особой Московской армии ПВО вместе с 318-й иад ПВО передан в состав войск Центрального фронта ПВО. 3 мая 1945 года полк передан из 318-й иад ПВО в состав 317-ю истребительную авиадивизию ПВО Центрального фронта ПВО.
День Победы 9 мая 1945 года полк встретил на аэродроме Инютино.
Всего в составе действующей армии полк находился: с 15 сентября 1941 года по 1 октября 1943 года.
Всего за годы войны полком:
- Совершено боевых вылетов — 3163.
- Сбито самолётов противника — 49, из них:
  - бомбардировщиков — 19;
  - истребителей — 17;
  - разведчиков — 2.
- Уничтожено самолётов на аэродромах — 5.
- Уничтожено при штурмовках:
  - автомашин — 116;
  - танков — 28;
  - фургонов — 35;

повозок — 66;
- - батарей крупнокалиберной ЗА — до 5;
  - батарей ЗА — до 6;
  - батарей ПА — до 4.
- Свои потери:
  - боевые
    - лётчиков — 13, из них:
      - погибло в воздушных боях — 4
      - погиб при таране —1
      - сбито ЗА — 5
      - не вернулось с боевого задания — 3

    - самолётов — 17

  - небоевые
    - лётчиков — 2
    - самолётов — 4

## Командир полка
- капитан, майор Негода Алексей Иванович[1], 07.09.1941 — 11.03.1943
- подполковник Лашин Владимир Леонидович[1], 11.03.1943 — 27.06.1943
- майор Приймук Георгий Фомич[1], 27.06.1943 — 08.1945

## Послевоенная история полка
После войны полк продолжал входить в состав 317-й истребительной авиационной дивизии ПВО. До 1951 года продолжал эксплуатировать истребители Р-39 «Аэрокобра». Базировался на аэродроме Ермолино до июля 1950 года, после чего перебазировался на аэродром Кимры.
В сентябре 1951 года полк в составе 315-й истребительной авиационной дивизии ПВО передан из 88-го истребительного авиационного корпуса ПВО 64-й воздушной истребительной армии ПВО в ВВС Северо-Кавказского военного округа и перебазировался на аэродром Крымск. В 1951 года полк перевооружён на реактивные истребители МиГ-15, а с 1953 года — МиГ-17.
В июле 1954 года полк вместе с 315-й истребительной авиационной дивизией из ВВС Северо-Кавказского военного округа передан в состав Северо-Кавказской армии ПВО. После расформирования 315-й истребительной авиационной дивизии в апреле 1960 года полк вошёл в состав 12-го корпуса ПВО Бакинского округа ПВО. С 15 марта 1980 года полк вместе с 12-м корпусом ПВО передан в состав 8-й отдельной армии ПВО. В марте 1986 года полк вместе с 12-м корпусом ПВО передан в состав 19-й отдельной армии ПВО. В октябре 1992 года 19-я отдельная армия ПВО расформирована, корпус переименован в 51-й корпус ПВО. Полк вместе с 51-м корпусом ПВО переданы в состав 4-й воздушной армии, с 1 июня 1998 года — 4-я армия ВВС и ПВО.
В 2001 году полк расформирован в 51-м корпусе ПВО на аэродроме Крымск.

## Отличившиеся воины
- Калабушкин Иван Николаевич, старший лейтенант, командир эскадрильи 562-го истребительного авиационного полка Указом Президиума Верховного Совета СССР от 4 марта 1942 года удостоен звания Герой Советского Союза. Золотая Звезда № 667.
- Родионов Михаил Александрович, младший лейтенант, командир звена 562-го истребительного авиационного полка Указом Президиума Верховного Совета СССР от 14 февраля 1943 года удостоен звания Герой Советского Союза. Посмертно.
- Митрофанов Фёдор Васильевич, лётчик полка с 1942 года по октябрь 1943 года, старший лейтенант, удостоен звания Героя Советского Союза будучи командиром эскадрильи 445-го истребительного авиаполка 6-го истребительного авиакорпуса ПВО Указом Президиума Верховного Совета СССР от 14 февраля 1943 года. Золотая Звезда № 792.
- Родченко, Виктор Александрович, сержант, лётчик 562-го истребительного авиационного полка, 9 октября 1941 года совершил огненный таран. Сведений о наградах не имеется.

## Лётчики-асы полка
Лётчики-асы полк, сбившие более 5 самолётов противника в воздушных боях.
| Фамилия, имя отчество        | Награды | Сбито самолётов (+ в группе) | Примечание |
| ---------------------------- | ------- | ---------------------------- | --- |
| Калабушкин Иван Николаевич   |         | 7 + 8                        | Лётчик полка: октябрь 1941 — октябрь 1943. Боевых вылетов: более 200. |
| Митрофанов Фёдор Васильевич  |         | 20 + 3                       | Лётчик полка: 1942 — октябрь 1943. Боевых вылетов: около 500. Пропал без вести 4 февраля 1945 г. Подбит зенитной артиллерией противника, не вернулся с боевого задания. |
| Помогалов Василий Максимович |         | 5 + 1                        | Лётчик полка: по август 1942 года. Боевых вылетов: 241 (25.10.1942). Погиб 15 декабря 1942 г. Разбился в авиационной катастрофе. Участвовал в боевых действиях с июня 1941 г. в составе неустановленных авиачастей. По наградному материалу одержал 3 личные воздушные победы (Ю-88, Ме-110 и Ме-109) в сентябре—октябре 1941 г., но это не подтверждается какими-либо оперативными и отчётными документами. |

## Известные люди служившие в полку
- военный летчик В. В. Цымбал — служил в полку c 1987 года по 2000 год,  в 1987 году проходя службу в 941-м ИАП протаранил норвежский самолет-разведчик P-3B Orion над Баренцевым морем[6].